# 박재상
박재상(朴哉相, 1982년 7월 20일 ~ )은 전 KBO 리그 SK 와이번스의 외야수이자, 현 KBO 리그 한화 이글스의 외야수비/1루 주루코치이다.

## 선수 시절

### 아마추어 시절
성남서고등학교에서 서울고등학교로 전학 후 고등학교까지 타자로 활약했다.
2000년에 SK 와이번스에 9순위로 지명돼 계약금 3,000만원의 조건으로 입단했다.
2001년~2002년에는 1군 경기에 거의 출전하지 못했다. 시즌 후 상무 야구단에 입대했다.

### 상무 야구단시절
2003년에 입단하였다. 그는 "여기에 있을 때 고참이 된 후부터는 정말 하고 싶은 대로 야구했다. 수비 때도 외야 전 포지션에 나가봤고 타격도 다른 사람 눈치 안 보고 마음대로 했다. 그때만큼 마음 편하게 야구한 적은 없었다."라고 말했다.

### SK 와이번스시절
2005년에 복귀했다.
2006년에는 김강민, 조동화의 부진으로 기회를 얻어 당시 감독이었던 조범현의 플래툰 시스템 속에서 출장 기회를 늘려 나갔다. 이 시즌에 두산전에 강한 모습을 보여 '두산 킬러'라고 불렸다.
2007년에는 123경기에 출전하며 출장 기회가 대폭 늘었다. 그러나 플래툰 시스템에 의해 경기 도중에 교체되는 경우가 많았기 때문에 규정 타석인 391타석에 23타석 부족한 368타석을 기록했지만 21도루, 10홈런을 기록하며 차세대 호타준족의 가능성을 보였다. 특히 롯데전에서는 자신이 친 10홈런 중 6홈런을 기록한 이외에도 타율 0.370, 장타율 0.796, OPS 1.265를 기록하며 강한 모습을 보였다.
한국시리즈에서 14타수 3안타로 팀의 우승에 기여했다.
2008년 4월 23일~6월 17일까지 40경기 연속 출루를 기록했다. 한화전에 강한 모습을 보이며 상대타율 0.455를 기록해 '한나쌩', '한 놈만 팬다'고 불렸다.
6월 10일에는 생애 첫 끝내기 안타를 기록했다.
2009년에는 커리어 하이를 기록했다.
타율 19위, 홈런 27위, 타점 12위, 도루 6위, 최다 안타 6위로 맹활약했고 한 시즌 최다 타석 기록도 갈아치웠다. 한화(0.342, 1홈런, 14타점), 롯데(0.314, 5홈런, 12타점)를 상대로 매우 강했고 두산 베어스를 상대로 17타점을 기록했다.

## 야구선수 은퇴 후
2018년부터 SK 와이번스의 1루 주루코치로 활동했다.

## 별명
- 롯데 자이언츠전에서 강해 '로나쌩(롯데만 나오면 쌩큐)'이라고 불린다.
- 가수 싸이와 본명이 같아 '싸이'라고 불린다.
- 스윙이 예술이라는 의미의 '아트 스윙'이라고 불린다.

## 플레이 스타일
- 타격에서는 맞추는 재주가 뛰어나며 상황에 맞게 파워 배팅 또는 컨택 배팅을 자유롭게 할 수 있다. 번트 능력이나 작전 수행 능력도 뛰어나 2번 타순에 들어서는 경우가 많다. 또한 배트 스윙이 교과서적이며 매우 아름다워 '아트 스윙'을 한다고 불렸다. 출루하면 빠른 발을 이용해 언제든지 도루가 가능하다. 리드를 많이 하는 편에 속하고 베이스 플레이도 뛰어나 단타에도 2베이스를 갈 수 있는 주루를 보인다. 어깨는 보통 수준이지만 수비에서는 빠른 발을 이용한 수비 범위는 리그 평균치보다 넓고 외야 펜스 플레이가 탁월하다. 특히 담장을 살짝 넘어가는 홈런성 타구를 잡아내는 것이 그의 장기이다.

## 출신 학교
- 성남동초등학교
- 매송중학교
- 성남서고등학교(전학) → 서울고등학교

## 개인 기록
- 역대 포스트 시즌 18번째 연타석 홈런 (플레이오프 통산 8번째)

## 방송 출연
- 다큐 - 맞수 (2006년 2월 22일 ~ 3월 8일, EBS) : 양승학과 함께 주인공으로 3회 출연
- 불타는 그라운드 (2008년 3월 20일 ~ 2021년 11월 22일, OBS)

## 통산 기록
| 연도 | 팀명   | 타율  | 경기 | 타수 | 득점 | 안타 | 2루타 | 3루타 | 홈런 | 타점 | 도루 | 도실 | 볼넷 | 사구 | 삼진 | 병살 | 실책 |
| ---- | ------ | ----- | ---- | ---- | ---- | ---- | ----- | ----- | ---- | ---- | ---- | ---- | ---- | ---- | ---- | ---- | ---- |
| 2001 | SK     | 0.000 | 8    | 4    | 1    | 0    | 0     | 0     | 0    | 0    | 0    | 0    | 0    | 0    | 3    | 0    | 0    |
| 2005 | SK     | 0.130 | 31   | 46   | 3    | 6    | 1     | 0     | 0    | 1    | 3    | 1    | 3    | 0    | 17   | 0    | 0    |
| 2006 | SK     | 0.250 | 65   | 172  | 24   | 43   | 10    | 2     | 3    | 23   | 6    | 5    | 14   | 3    | 40   | 2    | 2    |
| 2007 | SK     | 0.269 | 123  | 312  | 53   | 84   | 16    | 1     | 10   | 37   | 21   | 7    | 42   | 6    | 50   | 5    | 1    |
| 2008 | SK     | 0.274 | 94   | 314  | 46   | 86   | 18    | 1     | 1    | 34   | 21   | 9    | 36   | 5    | 50   | 3    | 4    |
| 2009 | SK     | 0.295 | 133  | 515  | 84   | 152  | 31    | 4     | 15   | 81   | 33   | 11   | 68   | 6    | 101  | 7    | 6    |
| 2010 | SK     | 0.255 | 97   | 321  | 57   | 82   | 19    | 1     | 6    | 42   | 9    | 6    | 38   | 7    | 63   | 2    | 1    |
| 2011 | SK     | 0.256 | 93   | 301  | 37   | 77   | 17    | 4     | 4    | 39   | 13   | 5    | 33   | 5    | 54   | 7    | 2    |
| 2012 | SK     | 0.216 | 100  | 269  | 37   | 58   | 12    | 0     | 4    | 23   | 6    | 9    | 34   | 1    | 60   | 8    | 0    |
| 2013 | SK     | 0.263 | 103  | 262  | 37   | 69   | 9     | 2     | 8    | 36   | 14   | 1    | 25   | 3    | 50   | 4    | 2    |
| 2014 | SK     | 0.190 | 38   | 63   | 9    | 12   | 2     | 1     | 1    | 6    | 2    | 1    | 9    | 2    | 13   | 1    | 0    |
| 2015 | SK     | 0.248 | 108  | 250  | 34   | 62   | 12    | 2     | 7    | 37   | 4    | 5    | 32   | 3    | 53   | 4    | 2    |
| 2016 | SK     | 0.298 | 94   | 255  | 37   | 76   | 14    | 1     | 6    | 35   | 3    | 6    | 27   | 0    | 37   | 9    | 3    |
| 통산 | 13시즌 | 0.262 | 1087 | 3084 | 459  | 807  | 161   | 19    | 65   | 394  | 135  | 66   | 361  | 41   | 597  | 52   | 23   |